# Parafia św. Mikołaja w Bąkowie
Parafia św. Mikołaja Biskupa w Bąkowie – rzymskokatolicka parafia należąca do dekanatu Łowicz – Św. Ducha w diecezji łowickiej.
Erygowana w XVI w.
Do parafii należą wierni z miejscowości: Bąków Dolny, Bąków Górny, Bogoria Dolna, Bogoria Górna, Bogoria Pofolwarczna, Dębowa Góra, Kazimierek, Lasota, Rząśno, Wiskienica Dolna i Wiskienica Górna.